# Індустріальний район (Харків)
Індустріа́льний райо́н (до 02 лютого 2016 року — Орджонікі́дзевський) — один із 9 районів міста Харкова.

## Загальні відомості
Площа району — 33,4 км², що становить 10,9% загальної території міста. Межує з Немишлянським та Слобідським районами. Населення – 153,8 тис. ос. (10,7% населення міста Харкова). Густота населення – 4 677 ос./км².
У районі 35 маршрутів автомобільного та електротранспорту, дві станції метрополітену забезпечують потреби населення в пасажирських перевезеннях. Через район проходять автомобільні дороги та залізниці в напрямку Донбаса, Ростова та районних центрів Харківської області.

## Історія
Індустріальний район порівняно молодий у місті Харкові, його народження можна віднести до історичних днів, коли на південно-східній околиці Харкова почалось будівництво Харківського тракторного заводу, що поклало основу у формуванні району.
У 1932-1934 рр. збудовані авіамістечко поблизу станції «Рогань» та лікарське містечко. У 1930-31 рр. збудовані кінотеатр на 900 місць, стадіон тракторного заводу.
У 1933-1936 рр. були побудовані верстатобудівний та плитковий заводи, завод ім. Медведєва («Поліграфмаш»), 9-й авторемонтний завод (теперішній ДП «Електроважмаш»). 
У 1947 р. до числа діючих підприємств увійшов 8-й підшипниковий завод.
У 1970-х роках почалося формування Роганського промислового комплексу, яке триває донині.[джерело?]

## Промисловість і торгівля
Сьогодні район представлений 29 промисловими підприємствами, 7 — будівельними, 5 — транспортними. Основу промислового виробництва складають:
- виробництво сільськогосподарської техніки (ВАТ «ХТЗ»);
- виробництво електротехнічних машин, устаткування, апаратури і виробів виробничого призначення (ДП «Електроважмаш»);
- виробництво підшипників (ВАТ «ХАРП»);
- виробництво металорізальних верстатів (ВАТ «Харверст»);
- виробництво будівельних матеріалів (ВАТ «Харківський плитковий комбінат», ДП «Дослідний цементний завод»)
- переробна галузь (Харківське відділення ВАТ «САН ІнБев Україна», АТВТ «Харківський молочний комбінат», СУБ ТОВ «Ахмад-Ті», ТОВ "Східно-українська компанія «Малтюроп», ПФ «ГАЛС»).

До складу Роганського промислового вузлу входять:
- молочний комбінат (АТВТ «ХМК»);
- пивзавод «Рогань» (Харківське відділення ВАТ «САН ІнБев Україна»);
- фабрика з фасування чаю СУБ ТОВ «Ахмад-Ті»
- ПФ «ГАЛС».

У районі діють 400 магазинів, 67 підприємства громадського харчування, 147 підприємств побутового обслуговування, 20 супермаркетів, 6 торговельних майданчиків і 7 ринків.

## Освіта та наука
На території району розташовані:
- 1 вищий навчальний заклад, коледж, центр професійно-технічної освіти;
- 26 шкіл, 20 дитячих дошкільних установ.

## Культура та туризм
На території району розташовані:

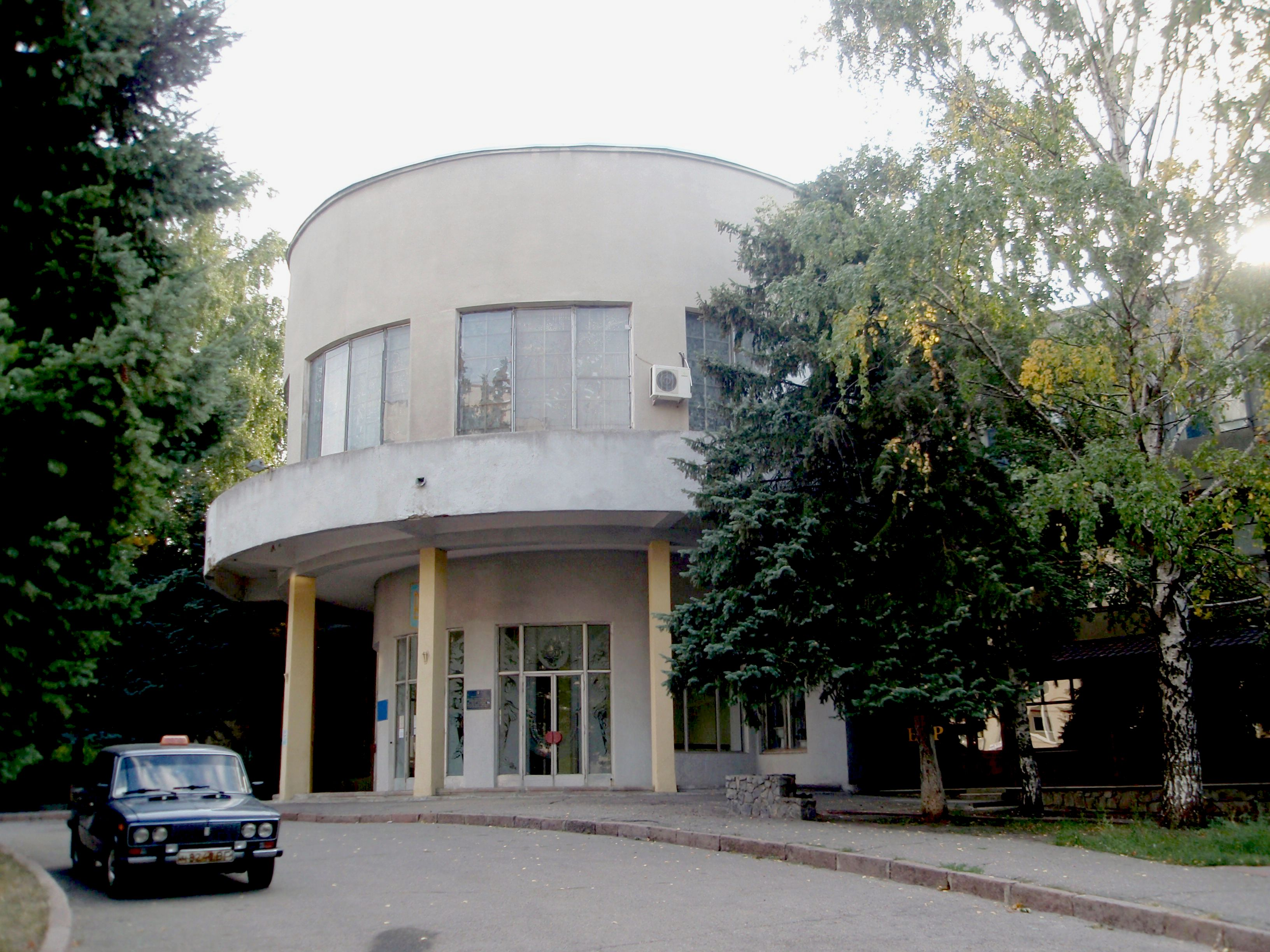
Колишній клуб-їдальня

- 2 музичні школи та 1 бібліотека з 7 філіями;
- парки культури і відпочинку: «Зелений гай» та ім. Маяковського;
- храм святого священомученика Олександра Архієпископа Харківського;
- Палац культури ВАТ «ХТЗ», Палац культури дітей ВАТ «ХТЗ», Палац школярів і молоді «Джерело».

## Охорона здоров'я
На території району розташовані 6 лікувальних установ, у тому числі міська поліклініка № 9 — єдина в місті поліклініка «сімейного лікаря».

## Спорт
На території Індустріального району знаходяться стадіон «Схід», палац спорту «Зміна», ДЮСШ № 11, міська комплексна ДЮСШ, ДЮСШ «Схід», міський центр фізичного здоров'я населення «Спорт для всіх».

## Житлове господарство
Житловий фонд району становить 4630 будинків, у тому числі 3910 — будинки індивідуальної забудови.